# Duca di Gramont
Il duca di Gramont (duc de Gramont) un dignità di pari maggiore francese. Fu creato nel 1643. Il ducato detiene anche il titolo di Pari di Francia,  Prince de Bidache, Sovrano di Bidache, Conte di Guiche e Louvigny, Visconte di Aster, Barone d'Andouins e di Hagetmau.

## Titolari del casato
Ci sono stati 15 titolari del casato:
- Antoine II de Gramont-Touloujon, I Duca di Gramont (1572–1644)
- Antoine III de Gramont-Touloujon, II Duca di Gramont (1604–1678)
  - Philibert de Gramont (1621–1707)
- Antoine Charles IV de Gramont, III Duca di Gramont (1641–1720)
- Antoine V de Gramont, IV Duca di Gramont (1671–1725)
- Louis Antoine Armand VI de Gramont,V Duca di Gramont (1688–1741)
- Louis VII de Gramont, VI Duca di Gramont (1689–1745)
- Antoine VIII de Gramont, VII Duca di Gramont (1722–1801)
- Antoine Louis Marie de Gramont, VIII Duca di Gramont (1755–1836)
- Antoine IX Geneviève Héraclius Agénor de Gramont, IX Duca di Gramont (1789–1855)
- Antoine Alfred Agénor de Gramont, X Duca di Gramont (1819–1880)
- Antoine Alfred Agénor de Gramont, XI Duca di Gramont (1851–1925)
- Antoine Agénor Armand de Gramont, XII Duca di Gramont (1879–1962)
- Antoine Agénor Henri Armand de Gramont, XIII Duca di Gramont (1907–1995)
- Antoine Armand Odélric Marie Henri de Gramont, XIV Duca di Gramont (1951-2014)
- Antoine de Gramont, XV Duca di Gramont (2008)

## Galleria d'immagini

stemma di Antoine II
stemma di Antoine III
stemma di Antoine VIII
stemma di Philibert